# Nikolái Pátrushev
Nikolái Platónovich Pátrushev (del ruso: Никола́й Плато́нович Па́трушев) (n. 11 de julio de 1951) es un político y burócrata de seguridad ruso. Ha sido Director del FSB ruso, la organización que sucedió al KGB, desde 1999 hasta 2008, y fue Secretario del Consejo de Seguridad de Rusia desde el 16 de mayo de 2008 hasta el 12 de mayo de 2024.
Desempeñó un papel clave en las decisiones de apoderarse y luego anexionarse Crimea en 2014 e invadir Ucrania en 2022. Se le considera muy agresivo hacia Occidente y Estados Unidos. Pátrushev es visto por algunos observadores como uno de los candidatos más probables para suceder a Putin. 

## Biografía
Nacido el 11 de julio de 1951 en Leningrado, Unión Soviética (ahora San Petersburgo, Rusia), Pátrushev es hijo de un oficial de la Armada soviética que también fue miembro del Partido Comunista de la Unión Soviética. 
Asistió a cursos de inteligencia y seguridad en la Escuela de la KGB en Minsk, y más tarde en la Escuela Superior de la KGB en Moscú (la actual Academia del FSB). Pátrushev conoce a Vladímir Putin desde la década de 1970, cuando los dos hombres trabajaron juntos en la KGB de Leningrado.
En abril de 2018 fue sancionado por el gobierno de los Estados Unidos.
Es señalado como el sucesor de Putin a la presidencia tras el declive de salud de este último. Conocido de éste desde hace más de 50 años, llegando a ser su segundo en la Inteligencia rusa durante la etapa de Borís Yeltsin.
En mayo de 2022, acusó a los "anglosajones" de "ocultar sus acciones tras la retórica de los derechos humanos, la libertad y la democracia", mientras avanzaba "la doctrina de los mil millones de oro, lo que implica que solo unos pocos privilegiados tienen derecho a la prosperidad en este mundo".
Su hijo Dmitri Patrushev es el ministro de agricultura de Rusia desde 2018.